# Ho Ho Ho 2: O loterie de familie
Ho Ho Ho 2: O loterie de familie este un film românesc de Crăciun din 2012 regizat de Jesús del Cerro. În rolurile principale joacă actorii Andreea Marin, Dragoș Bucur și Patricia Poslușnic.

## Prezentare
Filmul o prezintă pe Ema (Poslușnic), un copil care încă mai crede că visele pot deveni realitate. Ea locuiește într-un orfelinat condus de Ioana (Bănică), o femeie rea căreia nu-i plac copii. Într-o zi, în timp ce fata se joacă în curtea orfelinatului împreună cu prietenii săi, găsește un bilet de loterie. Vestea bună este că biletul e câștigător al potului cel mare, dar, din păcate, doar un adult poate revendica premiul, iar termenul limită expiră într-o săptămână. Din moment ce nu poate avea încredere în nimeni, decide să fugă din orfelinat pentru a găsi familia ideală care  s-o adopte și astfel să încaseze cecul. Prietenii ei și Vlad (Bucur), un ofițer de poliție, o ajută în această aventură. În acest fel Ema își dă seama care este adevărata semnificație a familiei și a prieteniei.

## Distribuție
- Andreea Marin ca Ioana
- Patricia Poslusnic ca Ema
- Dragoș Bucur ca Vlad
- Dana Rogoz ca Irina
- Gheorghe Visu ca Gabi
- Mirela Oprișor ca Mihaela
- Cristi Ilinca ca Octavian
- Anca Bartoș ca Iulia
- Dennis Christian Caracas ca Cezar
- Mihai Coadă ca Mihai
- Maria Croitoru ca Lucia
- Marius Galea ca Tibi
- Lucian Ifrim ca Lucian
- Alessia Năstase ca Anca
- Paul Chiribuță ca Aristică

## Producție
Filmările au avut loc în București.

## Primire
Filmul a fost vizionat de 50.430 de spectatori în cinematografele din România, după cum atestă o situație a numărului de spectatori înregistrat de filmele românești de la data premierei și până la data de 31 decembrie 2014 alcătuită de Centrul Național al Cinematografiei.

## Vezi și
- Lista filmelor cu cele mai mari încasări în România